# Gustaf Björkquist
Gustaf Magnus Wilhelm Björkquist, född 28 september 1877 i Västra Vingåker, död 8 mars 1968 i Örebro, var en svensk kapten, tonsättare, musikdirektör, dirigent och debattör. Björkquist var dirigent vid invigningen av de Olympiska sommarspelen 1912.

## Biografi

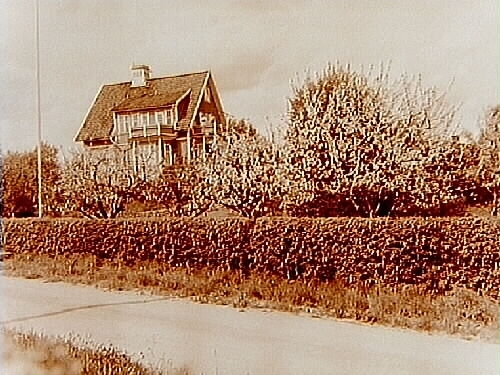
Gustaf Björkquists villa på Kasernvägen 36 i Örebro.

### Utbildning och bakgrund
Björkquist var son till arrendatorn Gustaf Björkquist (1849–1902) och Charlotta Adolfina Rydberg (1850–1923). Han genomgick studier vid Kungliga Musikkonservatoriet i Stockholm 1896–1905, och avlade musikdirektörsexamen år 1902.

### Karriär
Björkquist blev musiksergeant vid Livregementet till fot år 1900. Vidare var under perioden 1916–1930 verksam som musikdirektör vid Livregementets grenadjär-regemente i Örebro. Under tiden som militär avancerade Björkquist i graderna inom armén, han erhöll därigenom officersgraden kapten 1926 vid Livregementets grenadjärer.
År 1934 tillfrågades Björkquist om han ville leda Folkorkestern Lyran, han tackade ja till förfrågan och innehade denna ledarroll ända till 1954.

#### Militärmusiken
Björkquist värnade om den svenska militärmusiken och kom därigenom att ta ställning för militärmusikens fortlevnad.
Björkquist författade flera inlägg i ämnet, däribland Armémusikens sociala betydelse från 1924 och Inlägg i militärmusikfrågan från 1915, liksom den programmatiska boken Regementsmusik vår folkmusik. Därutöver företog Björkquist konsertresor till Estland och Finland.

## Privatliv
Björkquist gifte sig med Elma Serena Svensson (1879–1909). I äktenskapet föddes dottern Magnhild och sonen Erik. Björkquist ingick sitt andra äktenskap med Josefina Sjölander (1893–1959), med vilken han senare fick barnen Vilhelm, Birger och Lars-Magnus.
Gustaf Björkquist är begravd på Längbro kyrkogård i Örebro.

## Verkförteckning (urval)
- Våra vita grenadjärer, marsch tillägnad Livregementets grenadjärer
- I Hack och Häl, marsch
- Töff Töff, galopp
- De sammanslagna, solo för två xylofoner
- Ad Omnes, Fantasi, solo för xylofon
- Du runda himlavalv
- Två Nerikes-polskor
- Fyra gamla spelmansvalser från Vestmanland
- Ett bygdefrieri, sång